# Eternal (Samael)
Eternal è il quinto album in studio del gruppo musicale industrial black metal svizzero Samael, pubblicato nel 1999 dalla Century Media Records.

## Tracce
1. Year Zero – 3:38
2. Ailleurs – 3:54
3. Together – 4:27
4. Ways – 3:48
5. The Cross – 3:21
6. Us – 4:14
7. Supra Karma – 4:33
8. I – 4:12
9. Nautilus & Zeppelin – 4:00
10. Infra Galaxia – 4:11
11. Being – 3:12
12. Radiant Star – 3:46

## Formazione
- Vorph - voce, chitarre
- Kaos - chitarre
- Mas - basso
- Xy - drum machine, percussioni, tastiere